# She Looks So Perfect

She Looks So Perfect este un single lansat de trupa australiană 5 Seconds of Summer, publicat pe YouTube la 22 februarie 2014. Acesta a reprezentat debutul trupei la nivel internațional, clasându-se pe locul 2 în Billboard în februarie 2014, pe locul 1 în topurile din Marea Britanie, Australia și Noua Zeelandă și ajungând la peste 100 de milioane de vizualizări până în prezent.